# Establecimiento de objetivos
El establecimiento de objetivos, fijación de objetivos, establecimiento de metas o fijación de metas es una parte fundamental de la elaboración de un plan de acción (un documento que describe las actuaciones necesarias para alcanzar uno o más objetivos). Un objetivo tiene un carácter más deliberado que un deseo o una intención. Cuando se establece un objetivo, en general, se considera alcanzable dentro de los parámetros actuales de la persona u organización y de su entorno. Quien fija un objetivo diseña un estado futuro deseado que difiere del estado actual, creando así un desajuste que promueve las acciones necesarias para conseguirlo. El establecimiento de objetivos puede guiarse por criterios (o reglas) de establecimiento de objetivos, como los criterios SMART (siglas en inglés de específico, medible, asignable, realista y oportuno).
El establecimiento de objetivos es un componente importante de la literatura sobre desarrollo personal y sobre gestión empresarial. Los estudios realizados por Edwin A. Locke y sus colegas, en particular, han demostrado que los objetivos más específicos y ambiciosos conducen a una mayor mejora del rendimiento que los generales o fáciles. Los objetivos deben ser específicos, con plazo y difíciles. Las metas vagas reducen los limitados recursos de atención (ver Gestión de la atención y Economía de la atención). Los plazos demasiado cortos intensifican la dificultad del objetivo y los excesivamente largos no animan a la acción. Idealmente, las metas difíciles deben establecerse en el percentil 90 de desempeño, asumiendo que lo que limita ese nivel de desempeño es la motivación y no la habilidad. Siempre que la persona acepte el objetivo, tenga la capacidad de alcanzarlo y no tenga otros objetivos contrapuestos, existe una relación lineal positiva entre la dificultad de la meta y el desempeño de la tarea.
La teoría de Locke y sus colegas establece que la explicación motivacional más simple y directa de por qué algunas personas se desempeñan mejor que otras es porque tienen diferentes objetivos de desempeño. La esencia de la teoría es:
1. Los objetivos específicos difíciles conducen a un rendimiento significativamente mayor que los fáciles, que la ausencia de objetivos o que objetivos inconcretos, como instar a las personas a hacer lo mejor que puedan.
2. A igual habilidad de las personas, y siempre que haya un compromiso con el objetivo, cuanto más ambicioso sea el objetivo, mayor será el rendimiento.
3. Variables como el elogio, la retroalimentación o la participación de las personas en la toma de decisiones sobre el objetivo solo influyen en el comportamiento en la medida en que conducen al establecimiento y posterior compromiso con un objetivo difícil específico.

## Historia
La teoría del establecimiento de objetivos se ha desarrollado tanto en el laboratorio como sobre el terreno. Cecil Alec Mace realizó los primeros estudios empíricos en 1935.
Edwin A. Locke comenzó a estudiar el establecimiento de objetivos a mediados de la década de 1960 y continuó investigándolo durante más de 30 años. Descubrió que las personas que se fijaban objetivos específicos y difíciles se desempeñaban mejor que quienes los establecían generales y fáciles. Locke derivó la idea de establecimiento de objetivos de la forma de causalidad final de Aristóteles. Este filósofo griego consideró que el propósito puede causar acción; por lo tanto, Locke comenzó a investigar el impacto que tienen los objetivos en la actividad humana. Locke desarrolló y perfeccionó su teoría del establecimiento de objetivos en la década de 1960, y publicó en 1968 su primer artículo sobre el temaː "Hacia una teoría de la motivación de tareas y los incentivos". En este artículo identificó la relación positiva entre objetivos claros y desempeño.

## Idea principal
A igual capacidad (habilidad) de las personas, los objetivos específicos y difíciles tienden a aumentar el rendimiento mucho más que los inconcretos o fáciles. Por lo tanto, se deduce que la explicación motivacional más simple de por qué algunos individuos superan a otros es que tienen objetivos diferentes. Un objetivo se puede hacer más específico al:
- cuantificarloː por ejemplo "incrementar la productividad un 50 %" es más específico que "incrementar la productividad"
- detallarloː por ejemplo enumerando las tareas que deben completarse para alcanzarlo

Establecer objetivos puede afectar a los resultados de 4 maneras:
Elección
Los objetivos pueden centrar la atención de alguien y dirigir sus esfuerzos a acciones que contribuyan al objetivo, en vez de otras que no aporten a su consecución.
Esfuerzo
Los objetivos pueden conseguir que alguien se esfuerce más. Por ejemplo, si alguien produce 4 aparatos por hora, pero quiere producir 6, entonces puede trabajar más rápido para conseguirlo.
Persistencia
Los objetivos pueden impulsar a alguien a superar contratiempos.
Cognición
Los objetivos pueden lograr cambios de comportamiento.

## Ideas secundarias

### Compromiso con el objetivo
Las personas se desempeñan mejor cuando están comprometidas con el logro de ciertas metas. A través de la comprensión del efecto del establecimiento de objetivos en el desempeño individual, las organizaciones pueden utilizar el establecimiento de objetivos para mejorar el desempeño organizacional. Además, otro aspecto que acompaña al compromiso con el objetivo es su aceptación (nadie se compromete con un objetivo que no acepta). En 2002 Locke y Latham indicaron 3 moderadores que indican el éxito en el establecimiento de objetivos:
1. La importancia de los resultados esperados del establecimiento de objetivos.
2. Autoeficaciaː confianza de la persona en que va a lograr lo que se propone.
3. Compromiso con otrosː las promesas explícitamente hechas a otros pueden mejorar fuertemente el compromiso.

Ampliando estos moderadores, el nivel de compromiso está influido por factores externos. Por ejemplo, el individuo que establece el objetivo también fija el estándar por el cual se mide si se ha logrado (como incrementar la productividad un 10 % por hora trabajada). Esto influye en el nivel de compromiso de las personas que tienen que lograr el objetivoː si la relación que tienen esas personas con ese individuo es buena será más fácil lograr el objetivo que si es mala. 
Un factor externo también pueden ser los modelos de las personas. Por ejemplo, si una persona admira a su gerente y se preocupa por su opinión, es más probable que esa persona escuche las estrategias de establecimiento de objetivos del gerente y, en última instancia, se comprometa más con el objetivo fijado.
Los factores internos pueden derivar del nivel de participación en el trabajo para lograr el objetivo. Lo que cada persona espera de sí misma puede llevar al éxito colectivo o al fracaso. En un equipo de fútbol puede haber un jugador que, para tener mayores probabilidades de marcar él y ser reconocido, retenga el balón más de lo óptimo, en vez de pasarlo a un compañero mejor situado en el campo. La satisfacción por lograr una meta suele ser una de las principales claves que mantienen a las personas comprometidas.
Otro camino que las personas pueden tomar para establecer sus objetivos es el denominado con las siglas en inglés STD, de específicos, con plazo y difíciles. En concreto, la meta de un individuo debe establecerse en el percentil 90 de dificultad.

### Relación entre los objetivos y el desempeño
Locke y sus colegas (1981) examinaron los efectos conductuales del establecimiento de metas y concluyeron que el 90 % de los estudios de laboratorio y de campo que involucraban metas específicas y difíciles condujeron a un mayor rendimiento que las metas fáciles o que la ausencia metas. Esto se debe a que, si un individuo está intrínsecamente motivado por una meta, querrá conseguirla para recibir recompensas internas y estará satisfecho por ello.
Locke y Latham (2006) sostienen que no es suficiente instar a los empleados a "hacerlo tan bien como puedan". Eso no tiene una referencia externa, por lo que se vuelve inútil para provocar un comportamiento específico. Para obtener una forma específica de comportamiento de otra persona, es importante que esta persona tenga una visión clara de lo que se espera de ella. Por lo tanto, un objetivo es fundamental, porque ayuda a esa persona a centrar sus esfuerzos. En otras palabrasː los objetivos canalizan el comportamiento. Sin embargo, cuando alguien se enfrenta a tareas complejas y directrices vagas, decirle que "lo haga lo mejor que pueda", centrándose en el aprendizaje, a veces puede conducir al descubrimiento de mejores estrategias mediante las cuales se pueden establecer objetivos específicos. : 707 
Una solución a esta situación aparentemente contradictoria donde, bajo ciertas condiciones, "hacerlo tan bien como se pueda" puede conducir a un mayor rendimiento que un objetivo específico y difícil, es considerar la complejidad de la tarea. Específicamente, en una tarea compleja para la que aún no se han establecido las habilidades y los conocimientos necesarios, la instrucción "hazlo tan bien como puedas" puede conseguir un mayor rendimiento. Si se establece un objetivo ambicioso, pero de aprendizaje y no de desempeño ("aprende todo lo que puedas"), el resultado puede ser mejor que si se da la instrucción "hazlo tan bien como puedas".

### Retroalimentación
La retroalimentación y el establecimiento de objetivos están fuertemente relacionados y son más eficaces cuando se usan en conjunto. : 708 Por ejemplo, el objetivo es, mediante una resistencia eléctrica, elevar la temperatura de un recipiente que lleva un sensor. La temperatura medida por el sensor se retroalimenta en el dispositivo de control de la resistencia, de manera que, si es inferior a lo deseado, se hace que la resistencia caliente más. Si el objetivo es lograr una tasa de supervivencia del 75 % en un cáncer que actualmente está en el 50 %, se va invirtiendo más dinero en investigación y tratamientos, estudiando qué progresos ha conseguido el dinero ya gastado, hasta alcanzar la meta fijada.
El establecimiento de objetivos puede conducir a la creación de bucles de retroalimentación, ya sea una comparación negativa o positiva del resultado con el objetivo. Los bucles de retroalimentación negativa conducen a aumentar la entrada asociada con el logro de la meta para mejorar la salida en el siguiente ciclo. Los bucles de retroalimentación positiva, si no se refuerzan lo suficiente, pueden conducir al posterior establecimiento de objetivos a un nivel menos difícil. La retroalimentación negativa se puede reformular y los errores se pueden considerar beneficiosos para el proceso de aprendizaje y logro de objetivos y, a su vez, aumentar la resiliencia de los participantes. Este proceso de reformulación se puede enseñar a través de la capacitación en gestión de errores y con instrucciones claras sobre cómo abordar los errores. La capacitación en gestión de errores implica que los participantes practiquen actividades metacognitivas de planificación, seguimiento y evaluación.
La retroalimentación negativa también interactúa con el tipo de objetivo, la tensión percibida y el compromiso. Las personas muy comprometidas y con objetivos ambiciosos experimentan una gran tensión después de una retroalimentación negativa (después de enterarse de que el esfuerzo que han hecho las ha acercado poco al objetivo), que las conduce a un rendimiento más bajo. Este no es el caso de los objetivos de aprendizaje, donde el efecto de la retroalimentación negativa es menos perjudicial.
Sin los canales de retroalimentación adecuados, es imposible que los empleados se adapten o ajusten al comportamiento requerido. Los gerentes deben realizar un seguimiento del desempeño para permitir que los empleados vean lo eficaces que han sido en el logro de sus objetivos. Proporcionar retroalimentación sobre los objetivos a corto plazo ayuda a mantener el compromiso con ellos y la motivación. 
El empleado puede recibir 2 formas de retroalimentaciónː de resultado y de proceso). La retroalimentación de resultado se realiza después de que se termina la actividad que conduce al objetivo, mientras que la retroalimentación de proceso se lleva a cabo mientras se está realizando esa actividad.

### Perfeccionar el establecimiento de metas utilizando la teoría de la motivación temporal
Locke y Latham (2004) señalan que la teoría del establecimiento de objetivos carece de perspectiva temporal. Tomando esto en consideración, Steel y Konig (2006) utilizan su teoría de la motivación temporal (TMT) para dar cuenta de los efectos del establecimiento de metas y sugieren nuevas hipótesis con respecto a 2 moderadores (la dificultad y la proximidad de la meta) de los 3 citados. La eficacia del establecimiento de metas puede explicarse por dos aspectos de la TMT: el principio de rendimientos decrecientes y el descuento temporal (un objetivo o un logro importa menos cuanto más distante se encuentre en el futuro o en el pasado). De forma análoga a la expresión "la suma de las partes puede ser mayor que el todo", la división de un proyecto en varias submetas inmediatas parece aprovechar estas 2 hipótesis.

## Objetivos superiores
Los objetivos se pueden estructurar formando una jerarquía. Dentro de ella, los objetivos superiores son los de mayor nivel de abstracción. Tienden a ser menos concretos y carecen de un punto final específico, pero presentan algunas ventajas sobre los objetivos subordinados, que son más concretos.

## Aprendizaje autorregulado
Si bien la literatura sobre el aprendizaje autorregulado cubre una amplia variedad de perspectivas y conceptos teóricos —como la teoría del control, la autoeficacia, la regulación de la acción y la asignación de recursos— el establecimiento de objetivos es un componente esencial de prácticamente todas estas perspectivas, porque es el iniciador de mecanismos de autorregulación como la planificación, el seguimiento, la metacognición, la atención, las estrategias de aprendizaje, la persistencia (psicología), la gestión del tiempo, la estructuración del entorno (por ejemplo, cuando se estudia, disponer los lápices, el papel y la luz de una forma determinada), la búsqueda de ayuda, el control emocional (autorregulación emocional), la motivación, el esfuerzo y la autoeficacia.

## Establecimiento de objetivos en grupos

### OKR: objetivos y resultados clave
Basado inicialmente en el modelo de gestión por objetivos (MBO por sus siglas en inglés) de Drucker, una versión popular aplicada de la teoría del establecimiento de objetivos para los negocios es el modelo de objetivos y resultados clave (OKR por sus siglas en inglés). Originalmente desarrollada en Intel por Andy Grove, la herramienta fue diseñada para establecer, en equipos de personas, objetivos individuales y colaborativos que fueran específicos, concretos, difíciles y con resultados clave medibles y en un plazo. El modelo OKR se introdujo más tarde en muchas otras empresas y fundaciones, como Google o la Fundación Gates, por el discípulo de Grove, John Doerr, cuyo libro Measure what Matters (Mide lo que importa) describe el uso de los OKR en una amplia gama de entornos organizacionales.

## Establecimiento de objetivos en el deporte y el ejercicio
Los principios de la teoría del establecimiento de objetivos generalmente son válidos en los dominios físicos. En un estudio de estudiantes de secundaria que utilizó ejercicios de abdominales, todos los estudiantes que establecieron una meta específica y difícil superaron a los estudiantes con una meta no específica. Esto respalda los principios de especificidad y dificultad del objetivo. El establecimiento de metas parece ser especialmente beneficioso para los atletas con narcisismo autoinflado al proteger a los atletas con ese rasgo de personalidad de su tendencia a un rendimiento inferior en un entrenamiento sin público, tedioso pero necesario.

## Establecimiento de objetivos laborales
En las empresas, el establecimiento de objetivos sigue siendo un enfoque popular basado en la evidencia para alinear los esfuerzos entre organizaciones, comunicar objetivos y mejorar la motivación, así como el desempeño de tareas para individuos y grupos. El establecimiento de objetivos alienta a los participantes a hacer un esfuerzo sustancial más allá de "hacerlo tan bien como puedan". Además, como se define lo que se espera de cada miembro del grupo, queda poco espacio para que quien no se esfuerce pase desapercibido.

### Motivación de los empleados
Cuanto más motivados están los empleados, más interesados están en aceptar objetivos. Estos factores de éxito son interdependientes. Por ejemplo, los resultados se ven influidos positivamente por la participación de los empleados en el proceso de establecimiento de objetivos. La participación no solo aumenta el compromiso con los objetivos, sino que también influye en la autoeficacia. Esto es lógicoː si la dirección y los empleados acuerdan unos objetivos, será porque ambas partes piensan que pueden lograrse. Además, la retroalimentación es necesaria para ir midiendo el avance. Cuando no se proporciona a los empleados información sobre el progreso hacia los objetivos, pueden pensar que está siendo insuficiente. Esto puede reducir su autoeficacia y, por lo tanto, perjudicar los resultados de rendimiento a largo plazo. Entre los factores para la motivación de los empleados pueden citarseː
- Compromiso con el objetivoː es el moderador más influyente y se vuelve especialmente importante cuando se trata de objetivos difíciles o complejos. Si a la gente le falta compromiso personal con el objetivo, también le falta la motivación para alcanzarlo. Para que una persona se comprometa con un objetivo, debe creer en su importancia o su significación.
- Alcanzabilidadː los individuos también deben creer que pueden alcanzar —al menos parcialmente— determinado objetivo. Si piensan que no hay posibilidad de lograrlo, puede que ni lo intenten.
- Autoeficacia: cuanto más alta sea, más ambiciosos serán los objetivos que se fijen y mayor la persistencia en alcanzarlos.[32]

### Capacitación en el lugar de trabajo
El establecimiento de objetivos se utiliza para mejorar los resultados de la formación. Por ejemplo, Tomokazu Kishiki y sus colegas realizaron un ensayo controlado aleatorizado en cirujanos en formación para determinar si su participación en un programa de establecimiento de objetivos mejoraría o no su rendimiento en las pruebas; la adición de objetivos alcanzables pareció ser beneficiosa para los alumnos. Cuando el establecimiento de objetivos se aplica de manera óptima durante los procesos de capacitación, tanto la motivación de los empleados como el compromiso organizacional pueden aumentar.
Además, la formación en el establecimiento de objetivos se ha relacionado con niveles más altos de rendimiento entre adultos y niños con discapacidad intelectual de leve a grave.

### Equilibrio trabajo-vida
Algunas empresas también utilizan el establecimiento de objetivos con el objetivo declarado de garantizar que se mantenga el equilibrio entre la vida laboral y personal de los empleados. La idea detrás de esto es que los empleados establezcan un objetivo no relacionado con el trabajo para mejorar su bienestar, y los gerentes ayuden a los miembros del equipo a cumplir esos objetivos. Un ejemplo es "One Simple Thing" (Una cosa sencilla), una práctica de bienestar de establecimiento de objetivos empleada por Googleː el empleado sugiere a su jefe un objetivo no laboral (por ejemplo correr 5 kilómetros 3 veces a la semana) y el jefe controla que lo cumpla.

### Impacto en el rendimiento individual
Los gestores de las empresas no pueden impulsar constantemente la motivación o seguir continuamente el trabajo de un empleado. Por esto, para ellos los objetivos son una herramienta importante, ya que funcionan como un mecanismo de autorregulación que ayuda a los empleados a priorizar tareas.
El establecimiento de objetivos puede afectar el desempeño individual a través de 4 mecanismos:
1. Los objetivos centran la atención en las actividades relevantes para conseguirlos.
2. Los objetivos sirven de energizante: los más ambiciosos inducen un mayor esfuerzo.
3. Los objetivos afectan a la persistencia; las limitaciones de recursos afectan al ritmo de trabajo.
4. Los objetivos estimulan la cognición y las estrategias para hacer frente a las situaciones adversas que se puedan presentar.

## Intervenciones en educación

### Beneficios generales del establecimiento de metas
La investigación sobre el establecimiento de objetivos ha mostrado resultados positivos como una intervención eficaz y barata para implementar una amplia gama de propósitos académicos en una variedad de grupos de edad. Comenzando con estudiantes universitarios con dificultades, existe cierta evidencia de que, en comparación con un grupo de control, los estudiantes que habían establecido metas académicas generales (en vez de específicas de su carrera) experimentaron los siguientes beneficios en el semestre posterior a la intervenciónː i) mejores calificaciones, ii) una mayor probabilidad de estar matriculados en todas las asignaturas correspondientes a ese año de carrera y seguirlas, y iii) una reducción en sus sentimientos negativos. Si bien la investigación sobre el establecimiento de objetivos tiende a ser específica de un dominio, estos resultados, entre otros, sugieren que los beneficios del establecimiento de objetivos pueden ser más amplios para quienes los establecen.
Trabajos adicionales con estudiantes universitarios sugieren que estos beneficios más amplios se producen incluso si se establecen metas no académicas. Si fuera así, la teoría del establecimiento de objetivos debería modificarse para incluir estos posibles efectos en otros ámbitos. Las metas no académicas pueden incluirː i) reflexionar sobre la mejor vida posible, ii) enumerar pasos relevantes para lograr esta mejor vida posible, iii) elaborar estrategias sobre cómo lograrla, iv) reflexionar por escrito sobre los obstáculos previsibles, v) desarrollar planes específicos para superarlos.

### Cierre de las brechas de rendimiento de género y etnia
Las intervenciones de establecimiento de objetivos han mostrado resultados prometedores y escalables en términos de cerrar las brechas persistentes de rendimientos de género (los varones sacan peores notas que las mujeres) y de etnicidad, y de abandono escolar. En un estudio, el bajo rendimiento masculino persistente en la educación terciaria se cerró casi por completo para lograr la paridad con las mujeres un año después de la intervención. Se hallaron impactos positivos similares, aunque más lentos, en el cierre de la brecha de etniticidad para el segundo año de la misma intervención de establecimiento de objetivos. Estos hallazgos sugieren que una intervención de establecimiento de objetivos al principio de las carreras puede reducir significativa y sustancialmente las desigualdades de género y de etniticidad, al menos en la educación superior. Queda más trabajo por hacer para ver si se pueden sacar conclusiones similares en la educación secundaria.

### Uso de diarios de reflexión para el establecimiento de objetivos
Las actividades de establecimiento de objetivos con estudiantes universitarios de último año centradas en el crecimiento personal y autorreflexivo mediante el establecimiento de 3 objetivos de crecimiento y el registro del progreso en diarios muestran que el establecimiento de objetivos y el progreso hacia ellos pueden tener muchos impactos positivos, como mayor autoestima, más tiempo, mejor control del estrés y mayor autocontrol (habilidad), así como efectos motivadores y energizantes. Estos sugieren que, al menos con los estudiantes universitarios, el establecimiento de metas de crecimiento y su seguimiento con un diario puede ser una adición útil a los programas académicos.

### Aprendizaje en línea y cursos masivos abiertos en línea (MOOC)
Las actividades de establecimiento de objetivos, incluidos objetivos de rendimiento y aprendizaje, se han asociado con un mayor rendimiento y tasas de finalización para los participantes de MOOC. Los estudiantes que escribieron sus objetivos al comienzo de un curso lograron más durante un período de tiempo más largo que quienes no los escribieron. De manera más general, para el aprendizaje en línea, los estudiantes que tienen una mejor comprensión de las tareas establecen objetivos mejores y más detallados y, a su vez, logran un mayor rendimiento, lo que sugiere que el tiempo de instrucción dedicado a explicar las tareas de aprendizaje puede ser beneficioso.

### Gestión del comportamiento
Los programas de establecimiento de metas correctamente enseñados son eficaces en educación primaria y secundaria para las intervenciones de gestión emocional y del comportamiento. En particular, los programas que incluyeron aportes de los estudiantes sobre el proceso de establecimiento de metas, así como la recopilación de datos de objetivos para seguir el progreso y el suministro a los estudiantes de indicaciones sobre cómo estaban progresando hacia esos objetivos, fueron las intervenciones de gestión del comportamiento más eficaces. Con el fin de garantizar un establecimiento de objetivos diseñado para la gestión del comportamiento, alguna variación de una lista de comprobación puede ser una adición eficaz a los programas de gestión del comportamiento. Esta lista podría incluir los siguientes factores:
1. Identificar y definir el comportamiento.
2. Establecer un plan de seguimiento del comportamiento
3. Recopilar datos de referencia
4. Fijar objetivos
5. Supervisar el progreso hacia los objetivos
6. Revisar datos[47]

El establecimiento de objetivos también funciona de manera eficaz, ya sea por sí solo o como parte de un paquete de otras intervenciones de manejo del comportamiento.

## En la vida personal

### Identificar submetas
Entre las metas personales habituales pueden citarse perder peso, sacar buenas notas o ahorrar dinero. La estrategia para el establecimiento de objetivos comienza con echar un vistazo al panorama general. Luego se divide en componentes más pequeños, lo que permite centrarse en el objetivo principal. Una vez que se establece este objetivo principal, se fracciona en submetas (por ejemplo, si el objetivo es perder 10 kilos, la primera submeta podría ser adelgazar 2 kilos), más pequeñas y más alcanzables. Estos submetas fomentan la autoestima y proporcionan realimentación para mantener al individuo concentrado en la tarea.

### Gestión de tiempo y de tareas
La gestión del tiempo es planear cuántos minutos u horas, y en qué momento del día, se van a dedicar a las tareas necesarias y ejecutar lo planeado superando los posibles retrasos e interrupciones. La gestión de tareas es el proceso de seguir una tarea desde que se planifica hasta que se concluye. Una vez que se establece un objetivo personal (por ejemplo aprender un idioma) se necesita gestión del tiempo (siguiendo con el ejemplo, dedicarle una hora de estudio al día) y gestión de la tarea (conversar de vez en cuando con un hablante de ese idioma y preguntarle cómo se va, presentarse a pruebas, etc.). Hay muchas aplicaciones móviles útiles que ayudan a establecer metas personales; algunas de las categorías incluyen aplicaciones de presupuesto, bienestar, calendario y productividad.

### Objetivos vitales
Existe evidencia de que, cuando una persona establece sus objetivos vitales y reflexiona sobre cómo está progresando hacia ellos, esto la ayuda a dar sentido a su vida y aumentar su felicidad. En particular, establecer objetivos vitales orientados hacia los demás conduce a emociones más positivas y, por lo tanto, tiene un impacto más positivo en la felicidad que las metas centradas en uno mismo. Los beneficios personales más amplios del comportamiento prosocial y los actos de bondad hacia los demás proporcionan más evidencia de este efecto que centrarse en uno mismo.

### Recuperación de enfermedades y lesiones
A través de ensayos aleatorios controlados se ha hallado que el establecimiento de objetivos para pacientes de ictus mejoró la función ejecutiva, la atención, la memoria de trabajo y el aprendizaje. Además de sugerir que existe un elemento motivacional en el deterioro cognitivo vascular causado por los accidentes cerebrovasculares, o al menos en términos de recuperación de ellos, el establecimiento de objetivos parece ser una solución útil, fácil de aplicar y eficaz respecto a su coste para mejorar los resultados cognitivos en las personas que han sufrido un accidente cerebrovascular.

## Limitaciones y efectos secundarios
El establecimiento de objetivos tiene limitaciones y existe cierta evidencia de efectos secundarios potencialmente dañinos, tanto para los individuos como para las organizaciones, debido al mal uso de los objetivos, en particular los de desempeño.

### Desalineamiento de los objetivos del líder y de la organización
En una organización, alguna de las metas de un gerente puede no estar alineada con las metas de la organización como un todo. En tales casos, los objetivos de un individuo pueden entrar en conflicto con los de la organización y verse afectado el desempeño.

### Comportamiento inmoral
Además, hay evidencia que sugiere que el establecimiento de objetivos puede inducir un comportamiento inmoral en algunas personas que no alcanzan las metas que se les han fijado. Schweitzer et al. encontraron apoyo empírico para sus hipótesis de que las metas específicas, en lugar de las metas de "hacer lo mejor posible", llevarían a los participantes a exagerar el desempeño si su desempeño real no alcanzaba la meta, y la frecuencia de exageración aumentaba a medida que se reducía la brecha entre el desempeño y la meta. Niven y Healy encontraron que un subconjunto de la población que tenía una tendencia relativamente alta a justificar moralmente el comportamiento era más probable que se involucrara en el tipo de engaño identificado por Schweitzer et al. Los efectos secundarios particulares asociados con el establecimiento de objetivos incluyen un enfoque estrecho que descuida las áreas que no son objetivos, un comportamiento más inmoral, preferencias de riesgo distorsionadas, daño a la cultura organizacional y una motivación intrínseca reducida. La meta de alto rendimiento parece particularmente probable que induzca un comportamiento inmoral en ciertas circunstancias al crear el deseo de lograr la meta, pero también al alterar los procesos de razonamiento moral y, en particular, la desconexión moral (creer que en determinadas circunstancias no se aplican las normas morales).
Las metas también pueden dar lugar a una competencia descarnada dentro de las organizaciones si 2 o más personas tienen metas que fomentan la competencia en lugar de la cooperación. Esto puede incluir retener información o ideas, obstaculizar los objetivos de otros o volverse indiferente a su progreso y, por lo tanto, retirarse por completo de la interacción con otros miembros de la organización. Una solución a algunos de estos posibles problemas es establecer una visión organizativa unificadora o un objetivo superior.

### Visión de túnel
El establecimiento de metas puede tener el inconveniente de inhibir el aprendizaje implícito si no se cuenta con el conocimiento y la conciencia estratégica requeridos: el establecimiento de metas puede alentar el centrarse únicamente en un resultado sin estar abierto a la exploración, la comprensión o el crecimiento (visión túnel), y dar como resultado un desempeño más bajo que si, simplemente, se alienta a las personas a "dar lo mejor de sí".: 68  Una solución a esta limitación es, además de establecer metas de aprendizaje, establecerlas de desempeño, de modo que se espere que el aprendizaje forme parte del proceso de alcanzar las metas. La sección sobre objetivos de aprendizaje tiene más información sobre este efecto y cómo contrarrestarlo. El establecimiento de metas también puede afectar el desempeño en ciertas situaciones, como centrarse demasiado en lograr un nuevo objetivo descuidando las tareas habituales.

### Enfoque estrecho
La teoría del establecimiento de objetivos ha sido criticada por tener un enfoque demasiado limitado para ser una teoría completa de la motivación laboral, ya que las metas por sí solas no son suficientes para abordar todos los aspectos de esta motivación. En particular, no explica por qué algunas personas eligen objetivos que no les gustan o cómo aumentar la motivación intrínseca en lugar de la extrínseca. Esto plantea la posibilidad de que el establecimiento de objetivos pueda en el futuro subsumirse en una teoría más integral de la motivación laboral.

## Desarrollos en la teoría del establecimiento de objetivos

### Autoeficacia
Una adición importante a la teoría del establecimiento de objetivos fue la incorporación de la autoeficacia de la teoría cognitiva social de Bandura, de las siguientes maneras:
1. Las personas con mayor autoeficacia establecen objetivos más difíciles que, según los términos de la teoría, conducen a una mayor motivación y desempeño de tareas.
2. Las personas con mayor autoeficacia están más comprometidas con los objetivos que se han fijado y, a su vez, tienen más probabilidades de alcanzarlos.
3. Es más probable que las personas con mayor autoeficacia respondan positivamente a los comentarios negativos y los utilicen productivamente en lugar de desanimarse.
4. Unas metas adecuadamente retadoras asignadas por el líder y comunicadas con energía pueden aumentar la autoeficacia de los seguidores, ya que implican directamente que el líder tiene confianza en la capacidad de los empleados para alcanzarlas.
5. Los líderes también pueden aumentar la autoeficacia de los seguidores y, a su vez, el compromiso con el objetivo y el desempeño de la tarea, al proporcionar capacitación de calidad y modelar el desempeño de la tarea ellos mismos, o proporcionar modelos de desempeño apropiados.[66]

Los niveles de autoeficacia también pueden influir en la forma en que las personas reaccionan ante el incumplimiento de objetivos específicos retadores. Las personas con alta autoeficacia redoblan sus esfuerzos, mientras que las personas con baja autoeficacia se esfuerzan menos y siguen adelante. El logro de objetivos no conduce necesariamente a mayores esfuerzos, ya que, después de alcanzar objetivos difíciles, algunas personas pueden ser reacias a esfuerzos adicionales, y se conformarán con el objetivo que ya han conseguido.

### Elección de objetivos
La autoeficacia, las experiencias pasadas y otros factores sociales influyen en el establecimiento de metas. El hecho de no lograr metas anteriores a menudo lleva a establecer objetivos más alcanzables.

### Objetivos de aprendizaje
Hay momentos en los que tener objetivos de rendimiento específicos no es la mejor opción; es el caso de que el objetivo requiera habilidades o conocimientos que aún no se poseen. La visión de túnel puede ser una consecuencia de objetivos de rendimiento específicos; si una persona está demasiado concentrada en lograr un objetivo específico, puede no tener en cuenta la necesidad de aprender nuevas habilidades o adquirir nueva información. Este concepto está bien ilustrado por el estudio de la "tarea del juego de baloncesto" en el que los observadores vieron un video de un grupo de personas con camisetas blancas y camisetas negras que se pasaban una pelota de baloncesto de un lado a otro, y se les pidió a los observadores que contaran el número de veces que se pasaban la pelota los jugadores de camiseta blanca. Durante el video, una mujer que lleva un paraguas abierto camina por la pantalla. De 28 observadores que se concentraron en contar el número de pases entre los jugadores de camiseta blanca, solo 6 contaron que habían visto a la mujer del paraguas. Pero cuando los observadores vieron el video sin centrarse en una tarea específica, todos vieron a la mujer. En situaciones donde el riesgo de visión de túnel es alto, la mejor opción es establecer una meta de aprendizajeː un objetivo general de adquirir conocimientos en un determinado campo, pero que en última instancia puede conducir a un mejor desempeño en tareas complejas.
Además de lo anterior, los objetivos de aprendizaje pueden ponerse en práctica como «un número deseado de estrategias, procesos o procedimientos a desarrollar para dominar una tarea». Algunos ejemplos de objetivos de aprendizaje:
- «Descubra e implemente cuatro atajos para realizar una tarea de programación»[70]
- «Encuentre diez formas de desarrollar una relación con los usuarios finales de nuestros productos»[71]

Locke y Latham (2006) atribuyen esta respuesta a la metacognición. Creen que «tener una meta de aprendizaje facilita o mejora la planificación, el seguimiento y la evaluación del progreso hacia esa meta». Esto es necesario en entornos con poca o ninguna orientación y estructura. Aunque los empleos suelen tener objetivos establecidos, los objetivos y logros individuales pueden beneficiarse de la metacognición. Algunos posibles usos de los objetivos de aprendizaje:
- Es probable que los objetivos de aprendizaje ayuden a los líderes de organizaciones con bastante diversidad a encontrar formas de administrar de manera eficaz los grupos identitarios y minimizar la intolerancia dentro de una plantilla multicultural.
- Es probable que los objetivos de aprendizaje sean eficaces cuando los líderes enfrentan una situación con muchas incógnitas y necesitan dar sentido a los problemas, ya que los objetivos de aprendizaje alientan a los empleados a colaborar con otros para brindar múltiples experiencias que puedan resolver estos problemas.[72]

### Encuadre
El encuadre, o el marco en el que se ven las metas, influye en el desempeño. Cuando uno se siente amenazado o intimidado por una meta que considera difícil, se desempeña peor que quienes la ven como un reto posible. Las personas que ven las situaciones como amenazas obtienen mejores resultados utilizando objetivos de aprendizaje centrados en el desarrollo de estrategias para lograr la tarea. Estos resultados conectan la teoría del establecimiento de objetivos con el modelo transaccional de estrés y afrontamiento de Folkman y Lazurus, que se centró en la evaluación subjetiva del estrés como algo crucial para el rendimiento en condiciones difíciles.

### Hábitos
Los hábitos, definidos como «tendencias de comportamiento vinculadas a contextos específicos, como la hora del día, la ubicación, la presencia de personas en particular, las acciones anteriores o incluso el estado de ánimo de uno», se desarrollan a través del contexto, la repetición y la recompensa e interactúan estrechamente con las metas, a menudo de forma negativa. 
Si bien el establecimiento de objetivos puede iniciar un cambio de comportamiento, parece probable que tengan más probabilidades de éxito las intervenciones que combinan el establecimiento de objetivos con estrategias que dificultan caer en malos hábitos. Los hábitos también reducen la carga cognitiva (se llama así al uso de la memoria de trabajo; como se ha adquirido el hábito, no hace falta acordarse de cada paso, y en consecuencia se reduce la fatiga mental). Por lo tanto, adquirir buenos hábitos puede ser beneficioso, en particular para las metas de aprendizaje, porque se liberan los recursos cognitivos necesarios para avanzar hacia estas metas.

### Afectos
El logro de objetivos tiene una vertiente afectiva (en psicología un afecto es un sentimiento o una emoción, cuando en el lenguaje coloquial solo significa cariño)ː produce sentimientos de satisfacción y bienestar. El éxito en el trabajo puede así, para algunas personas, compensar los sentimientos de fracaso por sus vidas personales.

### Objetivos grupales
La relación entre los objetivos grupales y los individuales influye en el desempeño del grupoː cuando son compatibles hay un efecto positivo, pero si son incompatibles el desempeño puede resentirse. Otro factor en el trabajo en equipo es el de compartir; existe una correlación positiva entre compartir información dentro del grupo y el desempeño del grupo. En el caso de las metas grupales, para que mejore el desempeño del grupo, la retroalimentación (información que se suministra al grupo sobre cómo está avanzando hacia sus objetivos) debe estar relacionada con el grupo, y no con los individuos que lo componen.
La concordancia de objetivos entre los miembros de los grupos, así como la concordancia entre las jerarquías de las organizaciones, tiene un impacto positivo en el desempeño. La investigación que evaluó los efectos de las metas sobre el compromiso de los empleados encontró una relación indirecta, mediada por la percepción de los empleados sobre el apoyo organizacional, lo que sugiere que los líderes apoyan directamente el establecimiento de metas por parte de los empleados individuales.
En general, la evidencia disponible sugiere que las metas grupales pueden tener un efecto sólido en el desempeño del grupo. Sugiere también, aunque con menos fuerza, que las metas individuales podrían promover el desempeño del grupo si se usan con cautela, ya que en grupos interdependientes existe el peligro de un conflicto de objetivos entre los individuales y los grupales. En esta área parece necesitarse más investigación.

### Valores
En términos de establecimiento de objetivos, los valores se pueden definir como metas transituacionales (que trascienden la situación, porque son independientes de ella), siendo las metas más específicas que los valores, que son de orden superior y más generales. Por ejemplo, una empresa cuyo valor es la calidad puede marcarse el objetivo de aumentar la producción un 10 %. Necesitará comprar más materias primas. Entonces, al elegir proveedores, rechazará aquellos que conducirían a una calidad inferior.

### Submetas u objetivos proximales
La teoría del establecimiento de metas generalmente, pero no siempre, apoya el uso de submetas (también conocidas como objetivos proximales; asimismo, se emplea "subobjetivo", aunque mucho menos que "submeta") que son metas intermedias en el camino hacia los objetivos finales (también conocidos como distales). Las submetas proporcionan incentivos inmediatos para mantener el desempeño, mientras que los objetivos distales están demasiado alejados para tener el mismo efecto. 
En tareas complejas de resolución de problemas, el establecimiento de submetas aumentó la autoeficacia inicial y el logro de estas submetas aumentó la satisfacción por el desempeño y la persistencia en la tarea.
Una de las formas de reducir el autosabotaje (tendencia de una persona a obstaculizar subconscientemente el logro de sus objetivos) mientras se trabaja para alcanzar las submetas es asegurarse de establecer plazos para cada una. Fijar estos plazos agrega un factor de responsabilidad y nos ayuda a controlarnos. La razón principal por la que normalmente no logramos submetas es porque no las encuadramos en un marco temporal.
Que la dirección de una empresa establezca demasiadas submetas puede tener consecuencias negativas, como una satisfacción reducida (no es gran cosa alcanzar un objetivo demasiado fácil), o dar la impresión de que los patronos no creen en la capacidad de los empleados para lograr objetivos retadores.

### Objetivos y sus características
En un nivel básico, los dos tipos de metas son metas de aprendizaje y metas de desempeño; cada tipo posee diferentes características.
Los objetivos de aprendizaje implican tareas en las que se pueden adquirir habilidades y conocimientos, mientras que los objetivos de rendimiento implican tareas fáciles de realizar que harán que uno parezca exitoso (por lo tanto, se evitan las tareas en las que es posible el error y un juicio negativo).
Un estudio de mediación de rasgos más complejo es el realizado por Lee, Sheldon y Turban (2003), que arrojó los siguientes resultados:
- La orientación desmotivada (baja confianza en las propias capacidades) está asociada con la motivación para alcanzar objetivos de evitación y, de manera más general, con objetivos inferiores y menor rendimiento.
- La orientación al control (motivación extrínseca) está asociada tanto con objetivos centrados (approach goals, que también pueden traducirse como objetivos de enfoque, de aproximación o de acercamiento)[82] como con objetivos de evitación. Los objetivos centrados están asociados con objetivos más ambiciosos y un mayor rendimiento. Son los que pretenden conseguir algo concreto, mientras que los de evitación pretenden huir de algo.[83] Por ejemplo, un objetivo centrado sería lograr un mejor trabajo, mientras que un objetivo de evitación sería dejar de trabajar.
- Los objetivos de autonomía (motivación intrínseca) conducen a objetivos de maestría, más centrados y, por lo tanto, a un mayor rendimiento.

### Orientación a objetivos
Mientras que la teoría del establecimiento de objetivos se desarrolló en el subdominio de la psicología organizacional y se centra principalmente en la motivación y la medición del desempeño de tareas, la literatura —relacionada, pero distinta— sobre la orientación a objetivos se desarrolló en el subdominio de la psicología educativa, y tiende a enfocarse en la medición de habilidades y rasgos. Esta división ha llevado a intentos de integrar las dos literaturas, lo que a su vez ha llevado a las siguientes conclusiones:
- Para tareas complejas, una meta de aprendizaje retadora y específica tiene un impacto positivo significativo en el desempeño.
- Por el contrario, la orientación a objetivos disminuye el desempeño cuando estos objetivos son vagos.

Estas conclusiones han llevado a las siguientes inferencias:
- Dado que las habilidades para establecer objetivos, incluido cómo establecer un objetivo difícil y específico y cuándo establecer un objetivo de desempeño en lugar de uno de aprendizaje, son entrenables y tienen una mayor influencia en el desempeño que la orientación a objetivos, se deduce que es limitada la utilidad de las pruebas de orientación a objetivos para la contratación de personal. Quizá estás pruebas sean más adecuadas para trabajos solitarios que ofrecen poca capacitación.
- Como las metas bien fijadas enmascaran el efecto de la orientación a objetivos, parece probable que los nuevos empleados a los que se les asignen ambiciosos objetivos específicos de aprendizaje en lugar de objetivos de desempeño lograrán un mejor desempeño independientemente de la orientación a objetivos.[72]

### Objetivos a nivel macro
Los objetivos a nivel macro se refieren a los establecidos para la organización en su conjunto. Los objetivos cooperativos reducen los sentimientos negativos que se producen como resultado de las alianzas y la formación de grupos. Las partes involucradas más comunes son la empresa y sus proveedores. Los 3 motivadores para los objetivos a nivel macro son: autoeficacia, objetivos de crecimiento y visión organizacional.

### Objetivos subconscientes
Las revisiones recientes de la evidencia disponible sugieren que la teoría del establecimiento de objetivos se aplica tanto a las metas establecidas conscientemente como a las fijadas de manera subconsciente. Preparar subconscientemente los objetivos a través de palabras relacionadas con el logro o fotografías triunfales adecuadas puede mejorar significativamente el desempeño. Mejorando aún más este efecto, los factores preliminares específicos del contexto parecen inducir efectos de objetivo sustancialmente mayores. Además, las metas prioritarias y las metas establecidas conscientemente funcionan mejor juntas para mejorar el desempeño. Inevitablemente, el uso de objetivos subconscientes con los empleados plantea potenciales problemas morales.

### Objetivos generales de acción e inacción
Los objetivos de acción alientan a las personas a involucrarse en comportamientos más activos, mientras que los objetivos de inacción (por ejemploː no comerse ese trozo de pastel) tienden a resultar en comportamientos inactivos.
La tendencia general, regulada por objetivos, hacia la actividad o la inactividad resultan tanto de las condiciones biológicas como del entorno sociocultural. La investigación ha revelado que la mayoría de las naciones tienen una actitud más favorable hacia la acción que hacia la inacción, aunque algunos países valoran la acción y la inacción de manera ligeramente diferente que otros.
También se ha hallado que las personas tienden a elegir objetivos de inacción cuando toman decisiones entre opciones en las que la incertidumbre podría tener resultados negativos, pero prefieren la acción a la inacción en sus comportamientos diarios cuando no se necesita deliberación. Timothy D. Wilson y sus colegas descubrieron que muchas personas «preferían administrarse descargas eléctricas en lugar de quedarse solas con sus pensamientos».

### Combinación de objetivos de aprendizaje y rendimiento
En el trabajo es habitual esperar que los empleados logren resultados de desempeño en tareas que son moderadamente complejas y requieren aprender cosas nuevas. Como se señaló anteriormente, cuando no se cuenta con las habilidades, estrategias y conocimientos, establecer metas de rendimiento puede causar un rendimiento más bajo que la instrucción "hazlo tan bien como puedas". Para este tipo de situaciones, los objetivos de aprendizaje y desempeño se pueden combinar de manera eficaz si se conectan lógicamente. Además, aunque los objetivos de aprendizaje tienden a ser más eficaces para tareas nuevas y complejas, esto no significa que los objetivos de aprendizaje sean lo suficientemente motivadores. Añadir objetivos de rendimiento coherentes podría motivar a los empleados a utilizar las estrategias descubiertas para lograr el resultado deseado.

### Objetivos extremos
Los objetivos extremos (stretch goals, donde la palabra stretch se usa en sus sentidos 8 y 28, «estirar hasta el límite») siguen siendo muy debatidos. Entre los posibles efectos secundarios negativos pueden citarse que los empleados los descarten como absurdos o no les hagan caso. Incluso si se toman en serio, los objetivos extremos pueden llevar al empleado a agotarse al intentar alcanzarlos. Dejando a un lado las advertencias, hay algunas formas en que estos objetivos pueden ser valiosos para estimular soluciones creativas y nuevas direcciones, especialmente si se usan junto con objetivos más normales y sin la necesidad de alcanzarlos plenamente, sino que solo se mide cuánto progreso se logró hacia ellos.

## Controversias, respuestas y resoluciones
Como teoría desarrollada a través de la inducción, ha habido y sigue habiendo circunstancias en las que la teoría del establecimiento de objetivos ha sido cuestionada o se han obtenido resultados contradictorios. A continuación se analizan ejemplos específicos de estas controversias y sus soluciones.

### Metas asignadas frente a metas establecidas de forma participativa
La cuestión de si los objetivos establecidos de forma participativa son o no más motivadores que los objetivos establecidos por un superior surgió debido a las diferencias en los hallazgos de Erez y sus colegas y los de Latham y sus colegas. Erez y sus colegas encontraron evidencia de que, bajo ciertas circunstancias, era incorrecta la siguiente conclusión de Lathamː el desempeño era el mismo independientemente de que las metas se establecieran de manera participativa o por un superior. Este desacuerdo se resolvió a través de un proceso que comenzó con una conversación entre Erez y Latham con Locke como interlocutor neutral que a su vez llevó a Erez y Latham a diseñar conjuntamente un experimento para explorar las razones de su desacuerdo. Esta colaboración de dos investigadores con diferentes puntos de vista es un ejemplo temprano de colaboración contradictoria y condujo a los siguientes hallazgos publicados que resolvieron el desacuerdo:
1. Los objetivos establecidos por el supervisor son igualmente motivadores si van acompañados de una razón para el objetivo.
2. La participación en el establecimiento de objetivos y la toma de decisiones mejora el desempeño de los empleados al aumentar la autoeficacia y ayudar a descubrir las estrategias adecuadas para lograr los objetivos.[61][95]

### Objetivos descontrolados
Después de la publicación del artículo "Goals Gone Wild" (literalmenteː Metas asilvestradas) en 2009 por Ordóñez et al,  empezó una controversia por la conexión entre el establecimiento de objetivos y las prácticas laborales inmorales. En esta publicación, los autores argumentaron que los beneficios del establecimiento de metas tienden a ser "exagerados", mientras que apenas se informa de los perjuicios. Una de las razones para prescribir metas específicas y retadoras es que fomentan el pensamiento limitado. Una persona o empresa se centra en ese objetivo, pero si se centra demasiado puede resultar dañino. Un ejemplo del artículoː cuando la automovilística Ford comenzó a perder cuota de mercado, impulsó el ambicioso objetivo de fabricar un automóvil más ligero. Sin embargo, bajo la fuerte presión para conseguir este desafío, se pasaron por alto importantes medidas de seguridad. El artículo argumenta que esto se convierte en un problema cuando centrarse en el objetivo induce un pensamiento tan limitado que no se tienen en cuenta otros factores importantes. Los autores también postulan que, si se establecen demasiados objetivos, los empleados sacrificarán la calidad para cumplirlos. Además, a veces los límites de tiempo son cortos pero las recompensas para completar la meta son demasiado tentadoras y pueden motivar comportamientos arriesgados e inmorales. Un gerente puede establecer metas para aumentar la motivación en el trabajo, pero los autores también argumentan que esto puede dañar la motivación intrínseca, ya que la motivación extrínseca aumenta al establecer estas metas.
El artículo provocó una respuesta de Locke y Latham que, entre otros puntos, afirmaba que el artículo original no se había ceñido a los principios de un buen trabajo académico. Locke y Latham reiteraron que numerosas teorías de motivación en el comportamiento organizacional tienen a las metas como variables clave. Resaltaron que las organizaciones deben establecer metas para alcanzar sus objetivos y que uno no esperaría que un individuo encontrara un propósito sin establecer metas. Otra respuesta de Ordonez et al. rechazó los argumentos de Locke y Latham. Publicaciones adicionales y más recientes de ambas partes han continuado la discusión, con trabajos más recientes de otros académicos que se basan en los puntos planteados, incluida la sugerencia de que las metas de aprendizaje tienen el potencial de eludir posibles problemas morales que surgen del uso de metas de desempeño.